# Rivière la Retenue
Pour les articles homonymes, voir Retenue d'eau.
La rivière la Retenue est un affluent de la rive est de la rivière Ferrée. Elle coule dans les municipalités de Château-Richer et de L'Ange-Gardien, dans la municipalité régionale de comté (MRC) de La Côte-de-Beaupré, dans la région administrative de la Capitale-Nationale, dans la province de Québec, au Canada.
La partie inférieure de cette vallée est desservie par les routes autour du lac la Retenue. La partie intermédiaire qui suit le pied de la grosse montagne, est desservie par une route forestière pour les besoins de la sylviculture et de l'entretien des lignes à haute tension d'Hydro-Québec. La partie supérieure qui est difficile d'accès à cause du relief montagneux est desservie par une route forestière venant du nord. La sylviculture constitue la principale activité économique de cette vallée ; les activités récréotouristiques en second.
La surface de la rivière la Retenue est généralement gelée du début de décembre jusqu'à la fin de mars ; toutefois la circulation sécuritaire sur la glace se fait généralement de la mi-décembre à la mi-mars. La partie supérieure de la rivière est sujet à une période de gel d'environ une semaine de plus à cause de l'altitude. Le niveau de l'eau de la rivière varie selon les saisons et les précipitations ; la crue printanière survient en mars ou avril.

## Géographie
La rivière la Retenue prend sa source d'un petit lac forestier (longueur : 0,5 km ; altitude : 568 m). Cette source est située dans une cuvée entre trois sommets de montagne (686 m. au nord, 684 m au nord-est, 688 m au sud-est et 679 m au sud-ouest) dans la municipalité de Château-Richer, à :
- 4,3 km à l'est d'une courbe de la rivière Montmorency ;
- 8,9 km au nord de la confluence de la rivière la Retenue et de la rivière Ferrée ;
- 9,7 km au nord-ouest de la rive nord-ouest du fleuve Saint-Laurent.

À partir de sa source, la rivière la Retenue descend sur environ 11 km, avec une dénivellation de 378 m selon les segments suivants :
- 1,0 km vers le sud dans Château-Richer, avec une dénivellation de 78 m, jusqu'à un ruisseau (venant du nord) ;
- 2,0 km vers le sud, en recueillant la décharge (venant du nord-est) d'un petit lac, jusqu'à la décharge (venant du sud-ouest) d'un lac de barrage ;
- 4,0 km avec une dénivellation de 120 m d'abord vers le sud-est jusqu'à un coude de rivière, puis vers le sud-ouest, jusqu'à un ruisseau (venant du nord-est). Note : Ce segment de rivière contourne une montagne dont le sommet atteint 479 m ;
- 2,9 km vers le sud en formant un grand S, puis courbant vers l'ouest, jusqu'à la décharge (venant du nord) d'un lac non identifié ;
- 2,4 km d'abord vers l'ouest jusqu'à un coude de rivière à 160 degrés, puis vers le sud en formant une courbe vers l'est, puis vers le sud-ouest en traversant le lac la Retenue (longueur : 0,7 km ; altitude : 197 m), jusqu'au barrage à son embouchure. Note : Le Lac la Retenue reçoit les eaux du Bras Nord-Ouest lequel se déverse au fond d'une baie en forme de L d'une longueur de 0,3 km. Ce lac comporte deux émissaires : décharge de la rivière la Retenue et la rivière du Petit Pré qui prend sa source du côté sud du barrage ;
- 1,5 km d'abord vers le sud en coupant le chemin du Pont-à-Mathias, puis en formant un crochet vers l'ouest en formant deux boucles orientée vers le nord-est, jusqu'à son embouchure[3].

La rivière la Retenue se déverse sur la rive nord de la rivière Ferrée en zone forestière.
À partir de la confluence de la rivière la Retenue, le courant coule sur 11,5 km généralement vers le sud en suivant le cours de la rivière Ferrée ; puis sur 3,2 km vers l'est par le cours de la rivière Montmorency, jusqu'à la rive nord-ouest de l'estuaire fluvial du Saint-Laurent.

## Toponymie
Cette rivière était jadis désignée rivière Laval. Cette désignation toponymique est liée au lac la Retenue qui comporte un barrage à son embouchure.
Le toponyme rivière la Retenue a été officialisé le 13 décembre 1996 à la Commission de toponymie du Québec.